# ギアリング級駆逐艦
ギアリング級駆逐艦（英語: Gearing-class destroyer）は、アメリカ海軍の駆逐艦の艦級。アレン・M・サムナー級の航続性能を強化した改良型であり、またフレッチャー級の最終発展型である。
第二次世界大戦終了直前の1945年3月から就役を開始しており、152隻建造予定だったが戦争終結・建造中止のため98隻で打ち止めとなった。ほとんどの艦は戦後に就役しており、改修を受けながら長く用いられ、アメリカ海軍には1970年代まで在籍していた。またその後も西側諸国に広く供与・売却されており、最後の艦は2014年にようやく退役した。
なおネームシップの艦名は、3代にわたって海軍軍人であったヘンリー・シャルファン・ギアリング（3世まで）から採られている。

## 設計
サムナー級は重兵装で好評であったものの、このために却って凌波性と航続性能が低下したという問題があった。これを解決するため、本級では船体を4.3メートル延長し、前部機械室と後部缶室の間に燃料庫を設置した。これによって燃料搭載量が増加（538トンから708トンへ）したことにより航続距離は延伸され、後部船体が延長されたことから耐航性も改善、また機械室と缶室の間に中間区画が設置されることになったため抗堪性も向上した。
主機関はサムナー級のものが踏襲されており、主ボイラーはバブコック・アンド・ウィルコックス（B&W）社製の重油専焼式水管ボイラーを4缶、主機はゼネラル・エレクトリック（GE）社製のオール・ギヤード蒸気タービンを2基搭載した（一部他機種あり）。同出力ではあるが、船体長が長くなったことから速力の向上も期待されたものの、こちらは却って低下する結果となった。これは重兵装化による艦の質量増大が、船体長延長による造波抵抗の低減で補えないほどであったためと考えられており、34ノットという速力は、列強の同世代駆逐艦中最低の数字であった。

## 装備
新造時の兵装は、原型となったサムナー級のものがおおむね踏襲されており、主砲としては、38口径5インチ両用砲を3基の連装砲塔に配して、艦前部に2基を背負式に、後部に1基を搭載している。ボフォース 40mm高角機銃に関しても、当初は連装砲架2基と4連装砲架2基の計12門であったものが、日本軍特別攻撃隊の脅威の深刻化に伴って、後部長魚雷発射管が4連装砲架に交換されている点も同様である。ただし本級の竣工は1945年から1946年と終戦を跨いでいることから、中期建造艦では当初から上記のような装備要領となっており、後期建造艦では長魚雷発射管をもたない艦もあった。

### 戦後の改装

#### 護衛駆逐艦 (DDE)
エパーソン（DD-719）、バジロン（DD-824）は建造途中の1948年1月、艦種記号をDDE(護衛駆逐艦)に改めて、対潜艦として就役した。Mk.38 38口径5インチ連装砲2番砲塔を搭載しない代わりに、旋回型のヘッジホッグ対潜迫撃砲またはMk.108対潜ロケット砲1基を搭載している。他に就役後同様の改装が施され、艦種記号をDDEに改めている艦として、ロイド・トーマス（DD-764）、ニュー（DD-818）、ホルダー（DD-819）、リッチ（DD-820）、ロバート・L・ウィルソン（DD-847）、ウィテク（DD-848）、フレッド・T・ベリー（DD-858）、ノリス（DD-859）、マカフェリー（DD-860）、ハーウッド（DD-861）がある。
なお、いずれの艦も後のFRAM改装後、艦種記号をDDEからDDへ再変更している。

#### レーダー哨戒駆逐艦 (DDR)
ダンカン（DD-874）及びグッドリッチ（DD-831）、ハンソン（DD-832）、スタイネーカー（DD-863）、ダイス（DD-880）、ファース（DD-882）の6隻はレーダーピケット艦任務に従事することからDDR（レーダー哨戒駆逐艦）に艦種変更されている。
特にダンカンは後部兵装を撤去しAN/SPS-8高角測定レーダー、TACANを搭載している。
なお、後に艦種記号をDDRからDDへ再変更している。

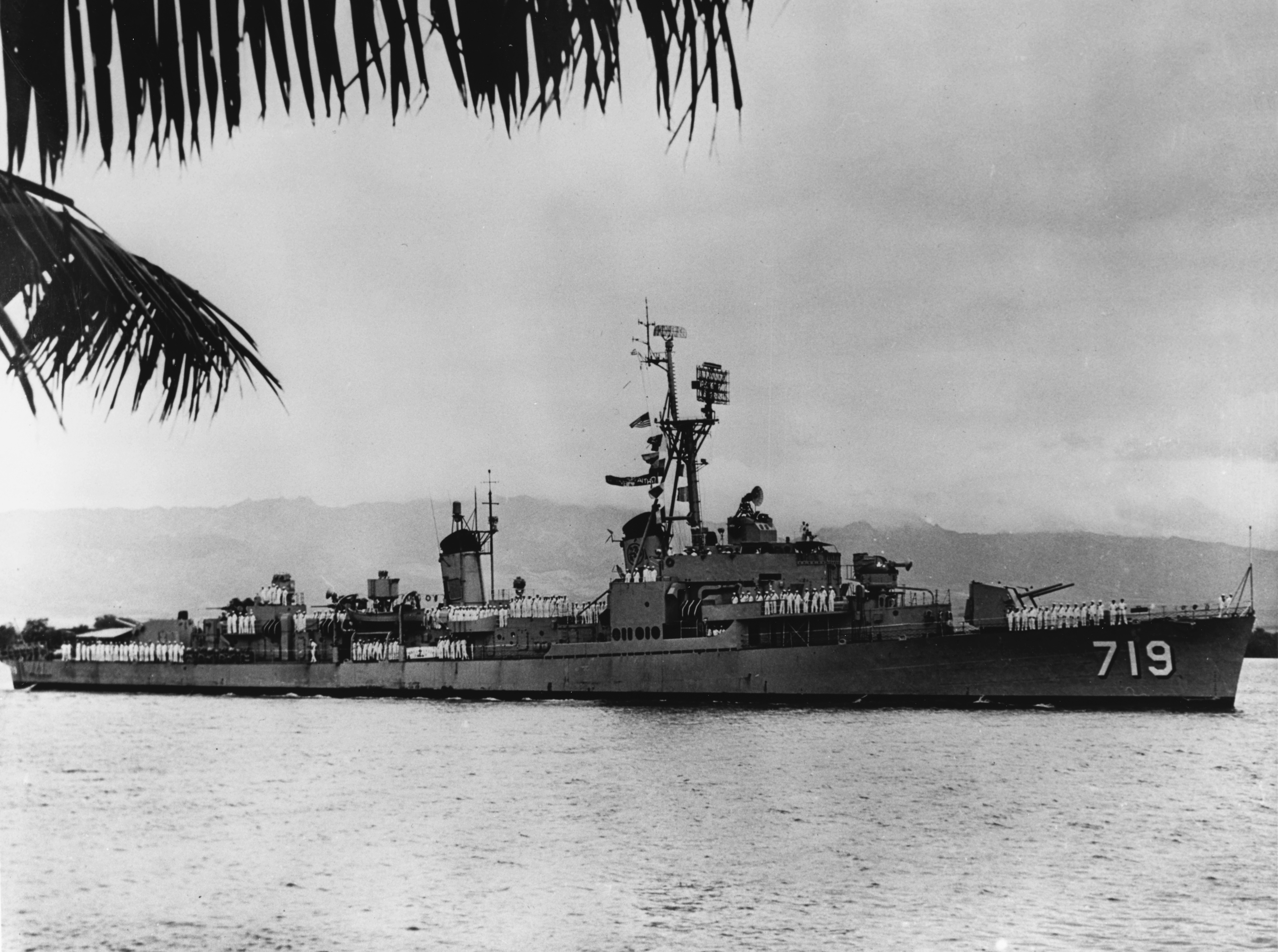
エパーソン（DDE-719）
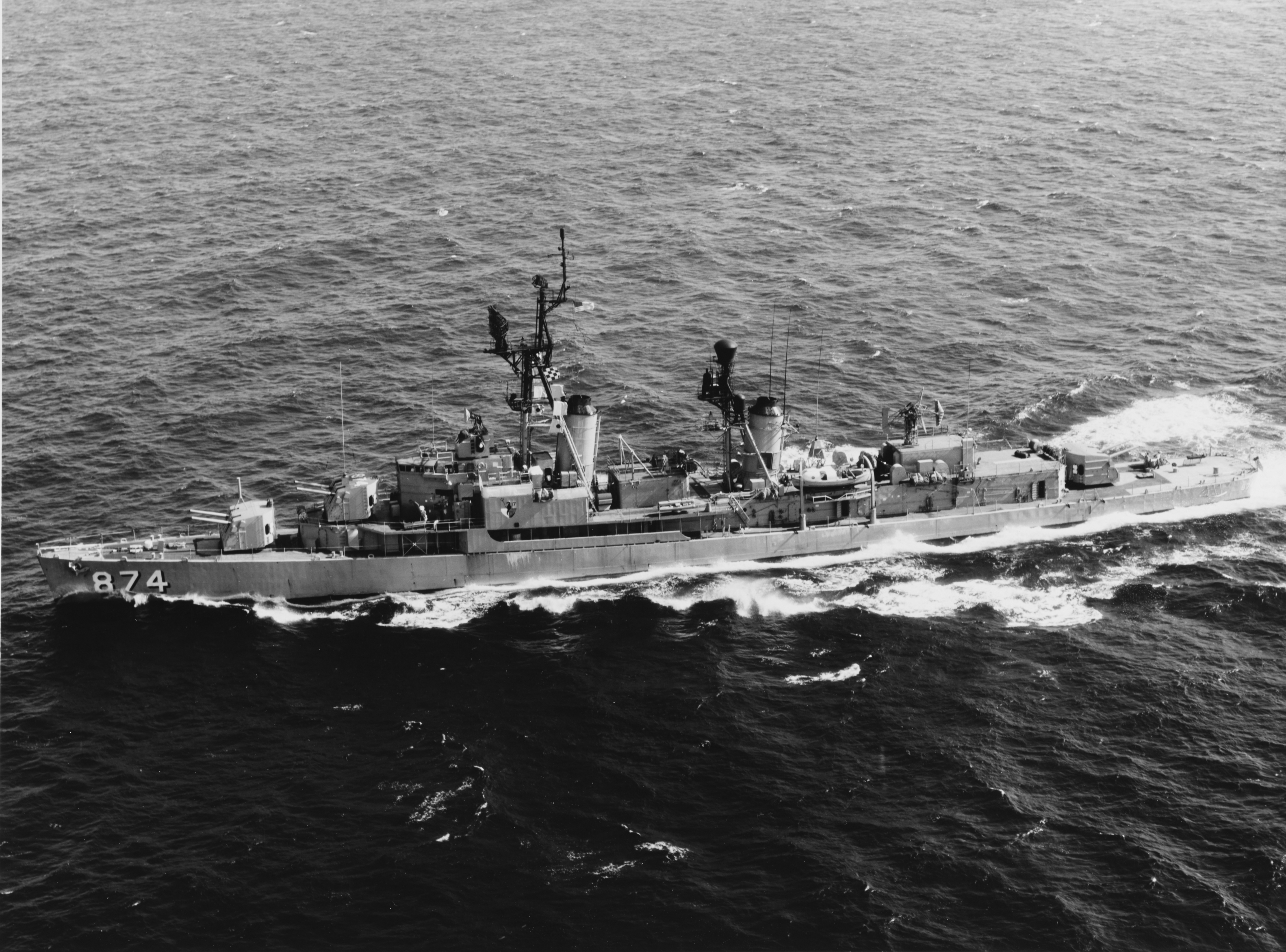
ダンカン（DD-874）

#### FRAM改装

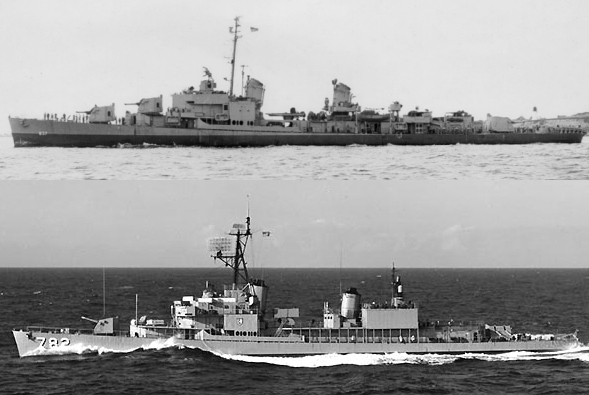
上：建造当初のギアリング級駆逐艦サースフィールド。
下：FRAM-I改装後のギアリング級駆逐艦ローワン。
船体の上部構造物の形状が大きく変わっているほか、マスト上に追加されたレーダーアンテナ類や兵装類の変化がよくわかる。

1950年代、冷戦のグローバル化が進み、また各種の技術進歩によって海洋戦の様相が一変する一方、アメリカ海軍の主力艦艇は依然として第2次大戦期に建造されたものによって占められていたことから、艦隊全体の近代化・艦齢延長を狙ったFRAM改装が計画された。駆逐艦に対するFRAMの場合、300隻に及ぶと予測されたソ連の潜水艦隊への対抗策としての対潜戦能力向上が主眼とされており、その程度によって、FRAM Mk.I（FRAM-I）、Mk.II（FRAM-II）の2パターンがある。
FRAM-Iは、主としてギアリング級を対象としたものであり、75隻が改装を受けた。改装範囲は多岐に渡り、船体・主機・兵装の換装が行われている。艦橋などの構造物は新しく作り直され、CICは拡大、蒸気タービン・ボイラー等、主機もそれぞれ新しいものに換装されている。また、艦齢も8年延長された。
対空捜索レーダーはAN/SPS-29ないし改良型のAN/SPS-37（一部艦はAN/SPS-40）に、ソナーもより新型で低周波・大出力のAN/SQS-23に換装され、一部艦では可変深度ソナーも搭載された。兵装は、対艦用の533mm5連装魚雷発射管、対空用の40mm機銃ないしMk.33 3インチ連装砲はいずれも撤去され、3基のMk.38 5インチ連装砲も1基が撤去された。新しく対潜兵装として、Mk.44短魚雷を発射できるMk.32 3連装短魚雷発射管、同魚雷をロケットで遠距離に投射できるアスロック8連装発射機、同魚雷を無人対潜ヘリコプターでさらに遠距離に投射できるQH-50C DASHの運用設備（格納庫と発着甲板）が設置された。QH-50C DASHは、艦により遠隔制御される無人対潜ヘリコプターで、Mk.44対潜魚雷を2本搭載可能であったことから、この導入によって、攻撃可能範囲が大幅に拡大された。
FRAM-I改装艦も、その兵装配置からグループA（FRAM Mk.IAまたはFRAM-IA）とグループB（FRAM Mk.IBもしくはFRAM-IB）に大別される。FRAM-IA改装艦は、3番（後部）砲塔が撤去されており、元々3番砲塔があった後部甲板にMk.32 3連装短魚雷発射管2基を装備しているほか、2番砲塔の後方左右（艦橋のすぐ下）に2基のヘッジホッグを装備している。FRAM-IB改装艦は、2番砲塔を撤去して空いたスペースにMk.32 3連装短魚雷発射管とヘッジホッグを2基ずつ装備している。
またFRAM-II改装は、主としてフレッチャー級およびサムナー級を対象に計画されたものであるが、本級に対しても一部適用されている。これはおおむねFRAM-Iに準じるものの、より漸進的なものに留められており、魚雷・機関砲は撤去されたが5インチ砲は3基維持され、対潜兵装の内アスロックは搭載されなかった。艦齢延長も5年に留められている。

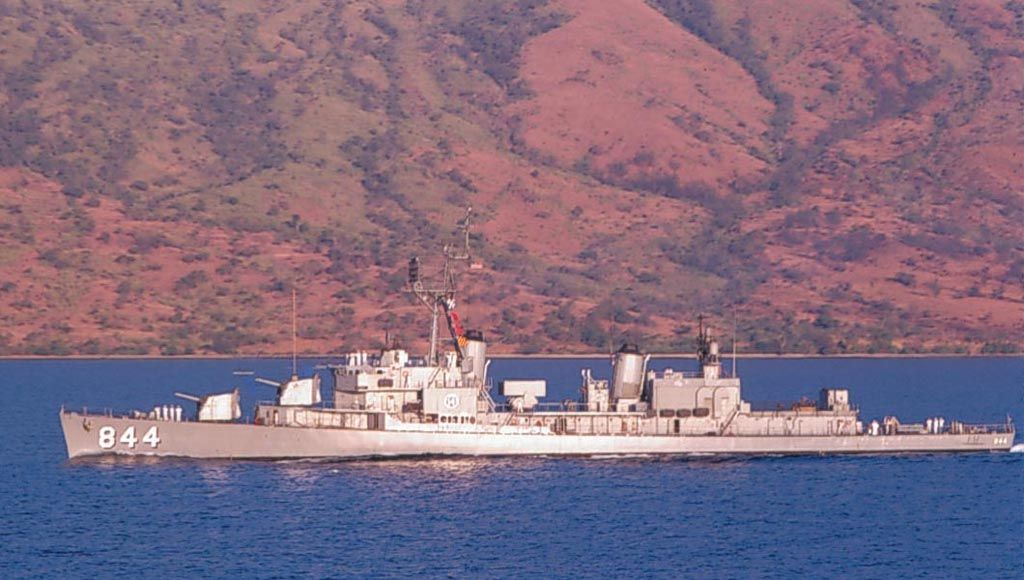
FRAM-IA改装後の「ペリー」（1969年撮影）。こちらは前部2番砲塔を維持する代わりに、後部砲塔を撤去したうえで後部甲板にMk32 3連装短魚雷発射管を搭載している。
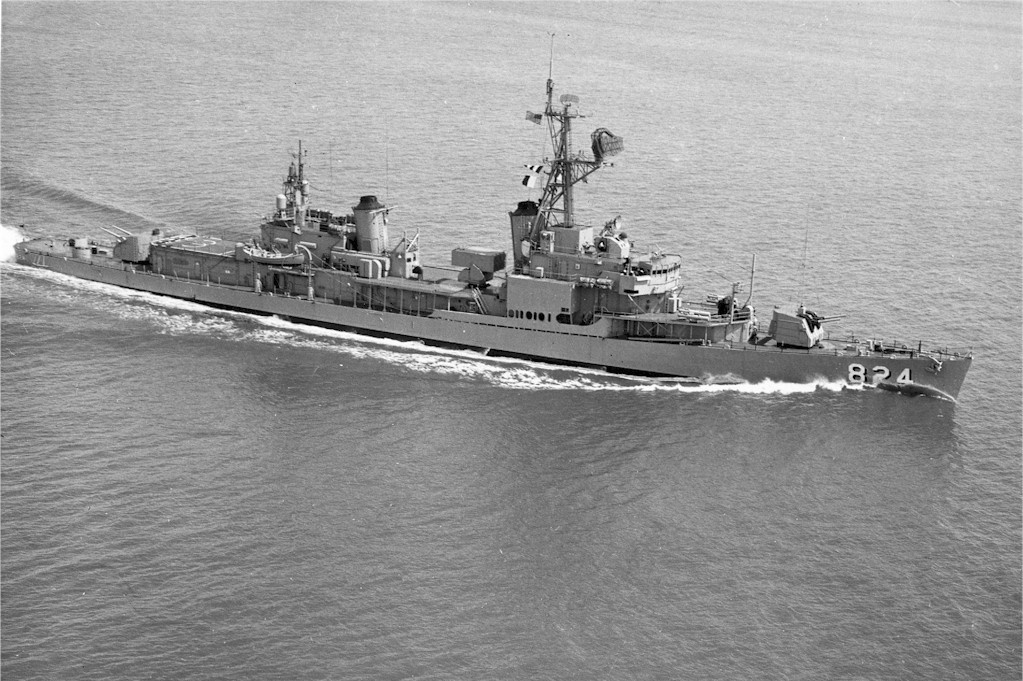
FRAM-IB改装後のバジロン（1964年撮影）。前部2番砲塔を撤去し、空いたスペースにMk32 3連装短魚雷発射管とヘッジホッグを搭載したほか、前後の煙突の間にアスロック発射機を搭載し、後部煙突の後方にQH-50 DASHの格納庫と発着甲板を追加している。
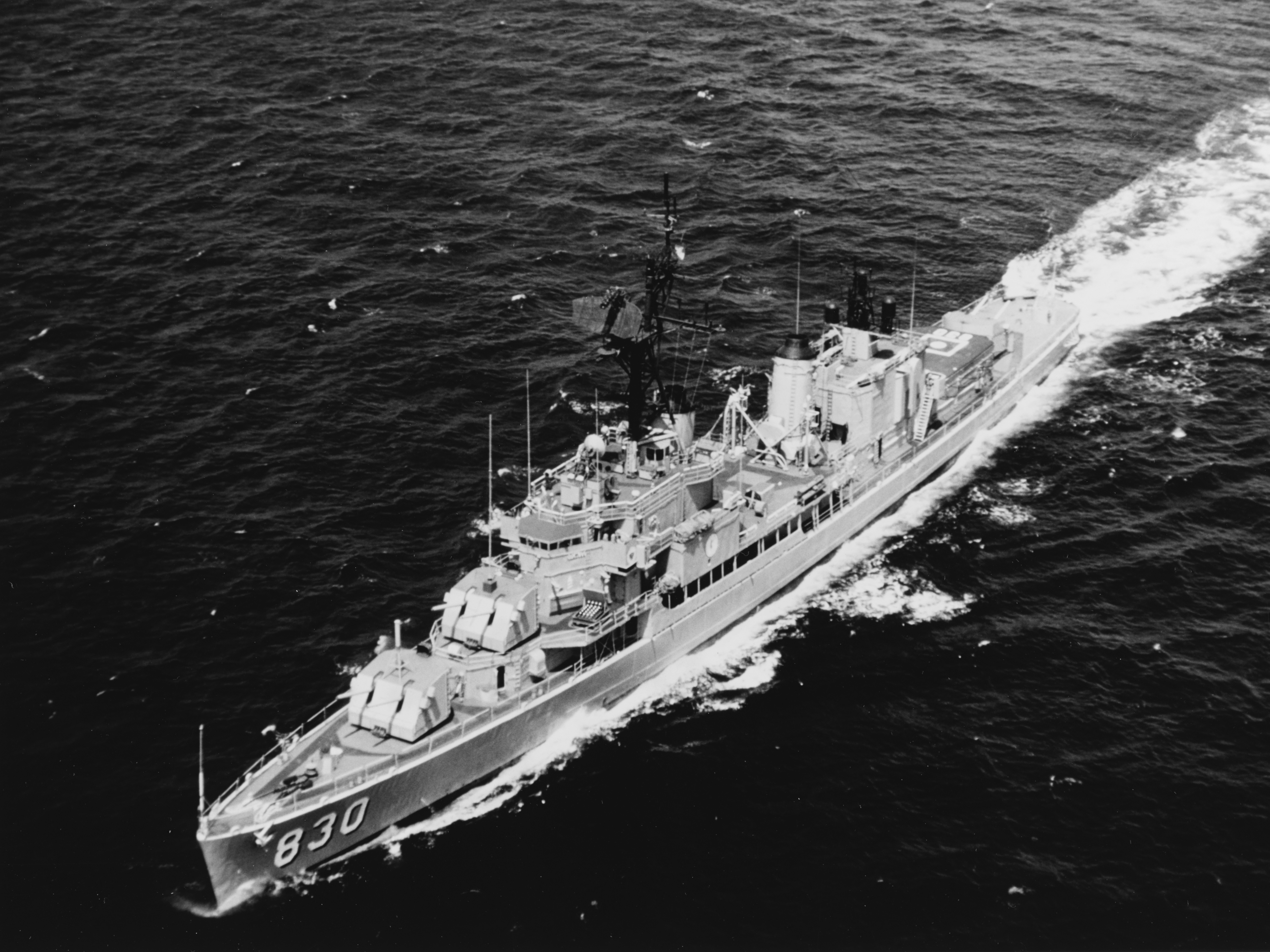
FRAM-II改装後のエヴァレット・F・ラーソン（1969年撮影）。砲塔3基はそのまま維持されているが、アスロック発射機は装備していない。前後煙突の間の両舷にMk32 3連装短魚雷発射管を搭載しているほか、2番砲塔の斜め後方両舷（艦橋の直前）にヘッジホッグを装備している。

### 兵装・電装要目
|          | 初期建造艦                    | 1950年代                      | FRAM-I                                          |
| -------- | ----------------------------- | ----------------------------- | ----------------------------------------------- |
| 兵装     | Mk.38 38口径5インチ連装砲×3基 | Mk.38 38口径5インチ連装砲×3基 | Mk.38 38口径5インチ連装砲×2基                   |
| 兵装     | 40mm4連装機銃×2基             | Mk.33 50口径3インチ連装砲×3基 | アスロック8連装発射機×1基                       |
| 兵装     | 40mm連装機銃×2基              | Mk.33 50口径3インチ連装砲×3基 | アスロック8連装発射機×1基                       |
| 兵装     | 20mm単装機銃×11基             | Mk.33 50口径3インチ連装砲×3基 | アスロック8連装発射機×1基                       |
| 兵装     | 533mm5連装魚雷発射管×2基      | －                            | Mk.32 3連装短魚雷発射管×2基                     |
| 兵装     | 爆雷投射機（K砲）×6基         | ヘッジホッグ対潜迫撃砲×2基    | ヘッジホッグ対潜迫撃砲×2基                      |
| 兵装     | 爆雷投下軌条×2基 (爆雷26個)   | ヘッジホッグ対潜迫撃砲×2基    | ヘッジホッグ対潜迫撃砲×2基                      |
| 艦載機   | －                            | －                            | QH-50 DASH×2機 ※後にSH-2F LAMPSヘリコプター×1機 |
| FCS      | Mk.37 GFCS×1基                | Mk.37 GFCS×1基                | Mk.37 GFCS×1基                                  |
| FCS      | Mk.51 GFCS×4基                | Mk.63 GFCS×3基                | －                                              |
| FCS      | －                            | Mk.100 UBFCS×1基              | Mk.105 UBFCS×1基                                |
| レーダー | SC 対空捜索用                 | AN/SPS-6 対空捜索用           | AN/SPS-29 / 37 / 40 対空捜索用                  |
| レーダー | SG 対空捜索用                 | AN/SPS-10 対水上捜索用        | AN/SPS-10 対水上捜索用                          |
| ソナー   | QGA 探信儀                    | AN/SQS-4 探信儀               | AN/SQS-23 探信儀                                |
| 電子戦   | n/a                           | n/a                           | AN/WLR-1 電波探知装置                           |
| 電子戦   | n/a                           | n/a                           | AN/ULQ-6 電波妨害装置                           |

## 派生型

### 対潜駆逐艦 (DDK)
「カーペンター」（DD-825）と「ロバート・A・オーウェンズ」（DD-827）は、戦争終結に伴い一旦は建造中止となったが、設計を大幅に改めて対潜駆逐艦（DDK）として就役した。このため両艦を、カーペンター級として別クラスに区別する場合もみられる。なお、艦種記号は前述の対潜兵装装備艦と同時期にDDKからDDEに変更している。
兵装は就役時、50口径3インチ連装砲Mk.33及びMk.108対潜迫撃砲各2基を船体の前後に配し、ヘッジホッグ対潜迫撃砲及び533ミリ対潜魚雷発射管4門を装備した。艦橋が他の同型艦と比べ1段高くなっている。3インチ連装砲は1950年代に70口径3インチ連装速射砲Mk.26への換装を実施している。
1960年代に入ると、同級にもFRAM改装が施されており、艦番号もこの時点でDDEからDDに変更されている。1980年代初頭にそれぞれ退役、両艦共にトルコ海軍へ引き渡されている。

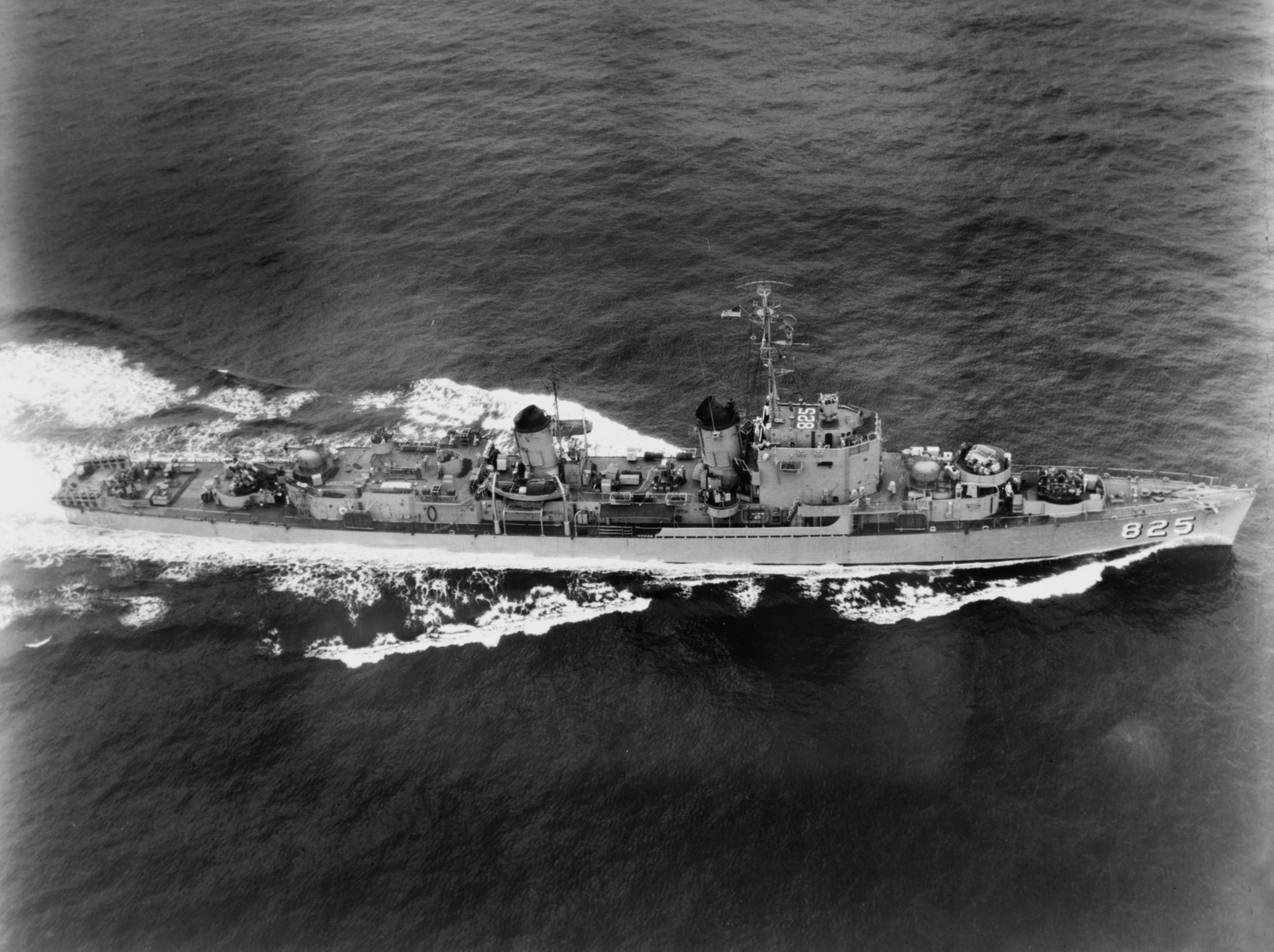
「DDE-825 カーペンター (1953年撮影)」 主砲は50口径3インチ連装砲Mk.33を開放式砲架に搭載し、前部Mk.108対潜迫撃砲の前部にMk.15 ヘッジホッグを搭載している。
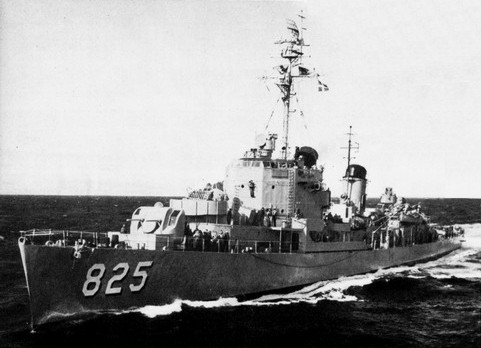
「DDE-825 カーペンター (1955年撮影)」 50口径3インチ連装砲Mk.33が密閉式砲塔に変更されている。
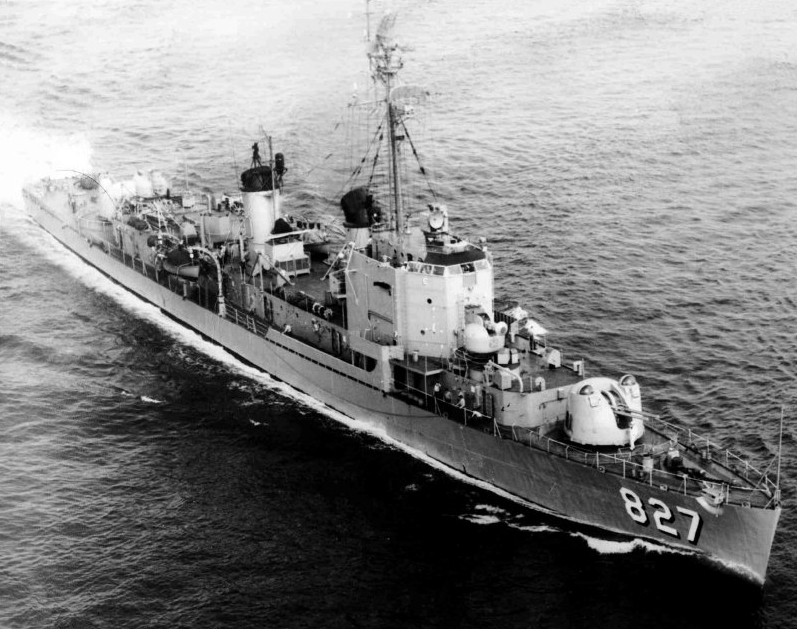
「DDE-827 ロバート・A・オーウェンズ (1957年撮影)」 艦の前後の主砲が、70口径3インチ連装速射砲Mk.26に換装されたほか、Mk.15ヘッジホッグが撤去された。
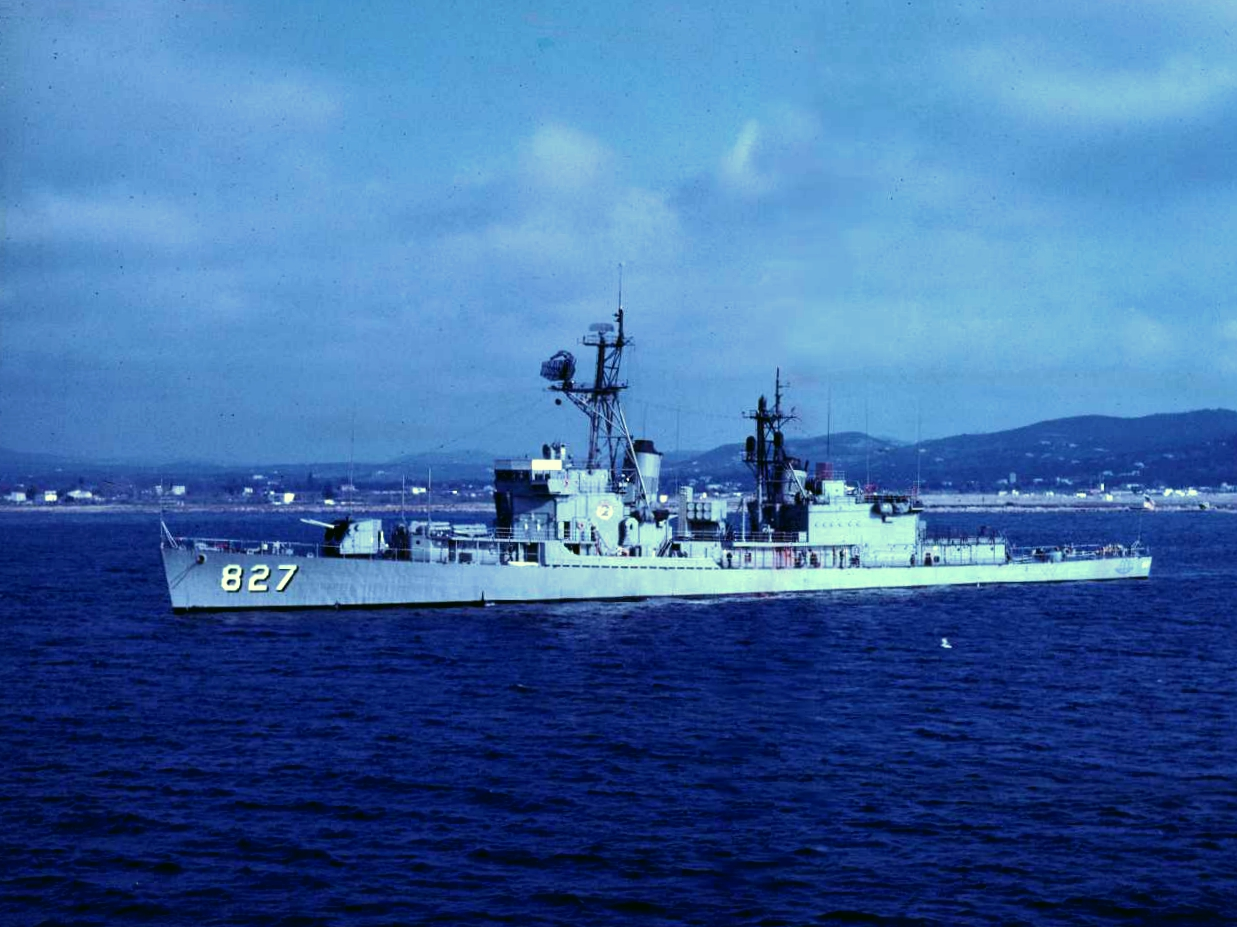
「DD-827 ロバート・A・オーウェンズ (1967年撮影)」 FRAM-IB改修により、主砲は他のギアリング級駆逐艦と同型のMk.38 38口径5インチ連装砲を、艦前部に1基のみ搭載。それ以外は他のFRAM-IB改修艦とほとんど見分けがつかない。

### ミサイル駆逐艦 (DDG)

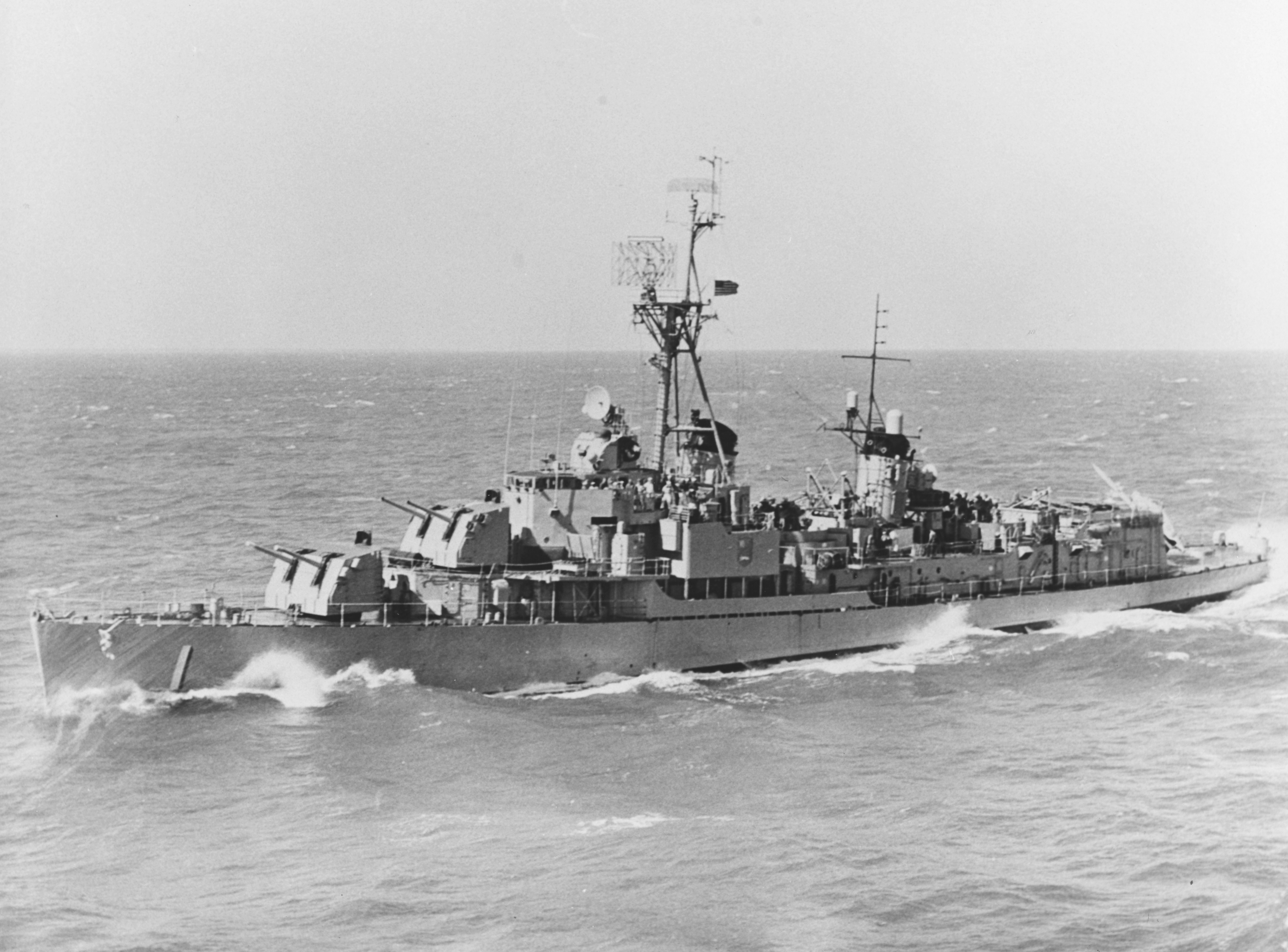
「ジャイアット」（1960年）

ギアリング級の3番艦ジャイアットは、テリア・システムを改装する改修を受けて、1956年に艦番号をDDG-1と改めて再就役し、世界初のミサイル駆逐艦となった。ただし同艦においては、艦型に対してミサイル・システムの重量が過大で運用に難儀したことから、テリア・システムは駆逐艦に搭載するには大がかりすぎるシステムであると結論された。このため、以後のテリア・システムの搭載は、より大型のミサイル嚮導駆逐艦（DLG）に限定され、ミサイル駆逐艦用としては、より小型のターター・システムが開発されて搭載された。ジャイアットのシステムも1962年には撤去され、艦番号も従来通りに復した。

## 配備
| アメリカ海軍           | アメリカ海軍                                              | アメリカ海軍               | アメリカ海軍               | アメリカ海軍               | アメリカ海軍               | 退役/再就役後                                                                  | 退役/再就役後                                                                  | 退役/再就役後                                                                  | 退役/再就役後                                                                  | 退役/再就役後                                                                  | 退役/再就役後                                                                  |
| #                      | 艦名                                                      | 就役                       | 改装                       | 改装                       | 退役                       | 再就役先                                                                       | #                                                                              | 艦名                                                                           | 就役                                                                           | 退役                                                                           | その後                                                                         |
| #                      | 艦名                                                      | 就役                       | DDR                        | FRAM                       | 退役                       | 再就役先                                                                       | #                                                                              | 艦名                                                                           | 就役                                                                           | 退役                                                                           | その後                                                                         |
| ---------------------- | --------------------------------------------------------- | -------------------------- | -------------------------- | -------------------------- | -------------------------- | ------------------------------------------------------------------------------ | ------------------------------------------------------------------------------ | ------------------------------------------------------------------------------ | ------------------------------------------------------------------------------ | ------------------------------------------------------------------------------ | ------------------------------------------------------------------------------ |
| DD-710                 | ギアリング USS Gearing                                    | 1945年                     |                            | Mk.IB                      | 1973年                     | スクラップとして売却処分                                                       | スクラップとして売却処分                                                       | スクラップとして売却処分                                                       | スクラップとして売却処分                                                       | スクラップとして売却処分                                                       | スクラップとして売却処分                                                       |
| DD-711 DDR-711         | ユージン・A・グリーン USS Eugene A. Greene                | 1945年                     | ○                          | Mk.IB                      | 1972年                     | スペイン海軍                                                                   | D-61                                                                           | チュルカ SPS Churruca                                                          | 1972年 8月31日                                                                 | 1989年 9月15日                                                                 | 実艦標的として海没処分                                                         |
| DD-712 DDG-1           | ジャイアット USS Gyatt                                    | 1945年                     | ※ DDG改装艦                | ※ DDG改装艦                | 1969年                     | 実艦標的として海没処分                                                         | 実艦標的として海没処分                                                         | 実艦標的として海没処分                                                         | 実艦標的として海没処分                                                         | 実艦標的として海没処分                                                         | 実艦標的として海没処分                                                         |
| DD-713 DDR-713         | ケネス・D・ベイリー USS Kenneth D. Bailey                 | 1945年                     | ○                          | Mk.II                      | 1970年                     | イラン海軍                                                                     |                                                                                |                                                                                | 1975年 1月13日                                                                 |                                                                                | 部品供給艦として利用                                                           |
| DD-714 DDR-714         | ウィリアム・R・ラッシュ USS William R. Rush               | 1945年                     | ○                          | Mk.IB                      | 1978年                     | 大韓民国海軍                                                                   | DD-922                                                                         | 江原 ROKS Kang Won                                                             | 1978年 6月1日                                                                  | 2000年 12月31日                                                                | 記念艦として保存 2016年解体                                                    |
| DD-715                 | ウィリアム・M・ウッド USS William M. Wood                 | 1945年                     | ○                          | Mk.IB                      | 1976年                     | 実艦標的として海没処分                                                         | 実艦標的として海没処分                                                         | 実艦標的として海没処分                                                         | 実艦標的として海没処分                                                         | 実艦標的として海没処分                                                         | 実艦標的として海没処分                                                         |
| DD-716                 | ウィルジー USS Wiltsie                                    | 1946年                     |                            | Mk.IB                      | 1976年                     | パキスタン海軍                                                                 | D-165                                                                          | タリク PNS Tariq のちにナジム MSS Nazim                                        | 1977年 4月29日                                                                 | 1990年                                                                         | パキスタン海上保安庁（PMSA）へ移籍                                             |
| DD-717                 | セオドア・E・チャンドラー USS Theodore E. Chandler        | 1946年                     |                            | Mk.IB                      | 1975年                     | スクラップとして売却処分                                                       | スクラップとして売却処分                                                       | スクラップとして売却処分                                                       | スクラップとして売却処分                                                       | スクラップとして売却処分                                                       | スクラップとして売却処分                                                       |
| DD-718                 | ハムナー USS Hamner                                       | 1946年                     |                            | Mk.IB                      | 1980年                     | 台湾海軍                                                                       | DDG-927 DD-27                                                                  | 雲陽 ROCS Yun Yang                                                             | 1980年 12月17日                                                                | 2003年 12月16日                                                                | 実艦標的として海没処分 高雄外海                                                |
| DD-719 DDE-719         | エパーソン USS Epperson                                   | 1949年                     |                            | Mk.IB                      | 1976年                     | パキスタン海軍                                                                 | D-166                                                                          | タイムール PNS Taimur                                                          | 1977年 4月29日                                                                 | 1999年                                                                         | 実艦標的として海没処分 高雄外海                                                |
| DD-720                 | カースル USS Castle                                       | 1954年、建造途上で艦籍抹消 | 1954年、建造途上で艦籍抹消 | 1954年、建造途上で艦籍抹消 | 1954年、建造途上で艦籍抹消 | 1954年、建造途上で艦籍抹消                                                     | 1954年、建造途上で艦籍抹消                                                     | 1954年、建造途上で艦籍抹消                                                     | 1954年、建造途上で艦籍抹消                                                     | 1954年、建造途上で艦籍抹消                                                     | 1954年、建造途上で艦籍抹消                                                     |
| DD-721                 | ウッドロー・R・トンプソン USS Woodrow R. Thompson         | 1954年、建造途上で艦籍抹消 | 1954年、建造途上で艦籍抹消 | 1954年、建造途上で艦籍抹消 | 1954年、建造途上で艦籍抹消 | 1954年、建造途上で艦籍抹消                                                     | 1954年、建造途上で艦籍抹消                                                     | 1954年、建造途上で艦籍抹消                                                     | 1954年、建造途上で艦籍抹消                                                     | 1954年、建造途上で艦籍抹消                                                     | 1954年、建造途上で艦籍抹消                                                     |
| DD-742                 | フランク・ノックス USS Frank Knox                         | 1944年                     | ○                          | Mk.II                      | 1971年                     | ギリシャ海軍                                                                   | D-210                                                                          | テミストクレス ΒΠ Θεμιστοκλής                                                  | 1971年 1月23日                                                                 | 1992年                                                                         | 実艦標的として海没処分                                                         |
| DD-743                 | サザーランド USS Southerland                              | 1944年                     | ○                          | Mk.IB                      | 1981年                     | 実艦標的として海没処分                                                         | 実艦標的として海没処分                                                         | 実艦標的として海没処分                                                         | 実艦標的として海没処分                                                         | 実艦標的として海没処分                                                         | 実艦標的として海没処分                                                         |
| DD-763                 | ウィリアム・C・ロウ USS William C. Lawe                   | 1946年                     |                            | Mk.IB                      | 1983年                     | 実艦標的として海没処分                                                         | 実艦標的として海没処分                                                         | 実艦標的として海没処分                                                         | 実艦標的として海没処分                                                         | 実艦標的として海没処分                                                         | 実艦標的として海没処分                                                         |
| DD-764 DDE-764         | ロイド・トーマス USS Lloyd Thomas                         | 1947年                     |                            | Mk.II                      | 1973年                     | 台湾海軍                                                                       | DD-911 DD-11                                                                   | 當陽 ROCS Dang Yang                                                            | 1973年 10月12日                                                                | 1999年 3月16日                                                                 | 海没処分 (宜蘭沖)                                                              |
| DD-765 DDE-765         | ケプラー USS Keppler                                      | 1947年                     | 1972年                     | Mk.II                      | トルコ海軍                 | D-355                                                                          | ティナズテペ TCG Tınaztepe                                                     | 1972年 7月1日                                                                  | 1982年                                                                         | 解体                                                                           |                                                                                |
| DD-766                 | ランスデール USS Lansdale                                 | 1958年、艤装途上で艦籍抹消 | 1958年、艤装途上で艦籍抹消 | 1958年、艤装途上で艦籍抹消 | 1958年、艤装途上で艦籍抹消 | 1958年、艤装途上で艦籍抹消                                                     | 1958年、艤装途上で艦籍抹消                                                     | 1958年、艤装途上で艦籍抹消                                                     | 1958年、艤装途上で艦籍抹消                                                     | 1958年、艤装途上で艦籍抹消                                                     | 1958年、艤装途上で艦籍抹消                                                     |
| DD-767                 | セイモア・D・オーエンス USS Seymour D. Owens              | 1958年、艤装途上で艦籍抹消 | 1958年、艤装途上で艦籍抹消 | 1958年、艤装途上で艦籍抹消 | 1958年、艤装途上で艦籍抹消 | 1958年、艤装途上で艦籍抹消                                                     | 1958年、艤装途上で艦籍抹消                                                     | 1958年、艤装途上で艦籍抹消                                                     | 1958年、艤装途上で艦籍抹消                                                     | 1958年、艤装途上で艦籍抹消                                                     | 1958年、艤装途上で艦籍抹消                                                     |
| DD-768                 | ホーエル USS Hoel                                         | 1946年、艤装途上で艦籍抹消 | 1946年、艤装途上で艦籍抹消 | 1946年、艤装途上で艦籍抹消 | 1946年、艤装途上で艦籍抹消 | 1946年、艤装途上で艦籍抹消                                                     | 1946年、艤装途上で艦籍抹消                                                     | 1946年、艤装途上で艦籍抹消                                                     | 1946年、艤装途上で艦籍抹消                                                     | 1946年、艤装途上で艦籍抹消                                                     | 1946年、艤装途上で艦籍抹消                                                     |
| DD-769                 | アブナー・リード USS Abner Read                           | 1946年、艤装途上で艦籍抹消 | 1946年、艤装途上で艦籍抹消 | 1946年、艤装途上で艦籍抹消 | 1946年、艤装途上で艦籍抹消 | 1946年、艤装途上で艦籍抹消                                                     | 1946年、艤装途上で艦籍抹消                                                     | 1946年、艤装途上で艦籍抹消                                                     | 1946年、艤装途上で艦籍抹消                                                     | 1946年、艤装途上で艦籍抹消                                                     | 1946年、艤装途上で艦籍抹消                                                     |
| DD-782                 | ローワン USS Rowan                                        | 1945年                     |                            | Mk.IB                      | 1975年                     | 台湾海軍                                                                       |                                                                                | 朝陽 ROCS Chao Yang                                                            | 1977年 6月10日                                                                 | 1977年 8月22日                                                                 | 帰台途上で台風により座礁・損傷、部品供給艦へ変更                               |
| DD-783                 | ガーク USS Gurke                                          | 1945年                     |                            | Mk.IB                      | 1976年                     | ギリシャ海軍                                                                   | D-215                                                                          | トンバジス ΒΠ Τομπάζης                                                         | 1977年 3月17日                                                                 | 1997年 1月12日                                                                 | 解体                                                                           |
| DD-784                 | マッケーン USS McKean                                     | 1945年                     |                            | Mk.IB                      | 1981年                     | トルコ海軍                                                                     |                                                                                |                                                                                | 1982年 11月2日                                                                 | 1987年                                                                         | 部品供給艦として利用後 海没処分                                                |
| DD-785                 | ヘンダーソン USS Henderson                                | 1945年                     |                            | Mk.IB                      | 1980年                     | パキスタン海軍                                                                 | D-167                                                                          | トゥグリル PNS Tughril                                                         | 1980年 10月1日                                                                 | 1994年                                                                         | 解体                                                                           |
| DD-786                 | リチャード・B・アンダーソン USS Richard B. Anderson       | 1945年                     |                            | Mk.IA                      | 1975年                     | 台湾海軍                                                                       | DD-924 DD-24                                                                   | 開陽 ROCS Kai Yang                                                             | 1977年 6月1日                                                                  | 1999年 11月16日                                                                | 海没処分                                                                       |
| DD-787                 | ジェームズ・E・キイス USS James B. Kyes                   | 1946年                     |                            | Mk.IB                      | 1973年                     | 台湾海軍                                                                       | DDG-912 DD-12                                                                  | 建陽 ROCS Chien Yang                                                           | 1973年 4月18日                                                                 | 2004年 12月1日                                                                 | 解体                                                                           |
| DD-788                 | ホリスター USS Hollister                                  | 1946年                     |                            | Mk.IB                      | 1979年                     | 台湾海軍                                                                       | DDG-929 DD-29                                                                  | 邵陽 ROCS Shao Yang                                                            | 1983年 3月3日                                                                  | 2004年 6月1日                                                                  | 解体                                                                           |
| DD-789                 | エヴァソール USS Eversole                                 | 1946年                     |                            | Mk.IB                      | 1973年                     | トルコ海軍                                                                     | D-352                                                                          | ガイレット TCG Gayret                                                          | 1973年 7月11日                                                                 | 1995年                                                                         | 記念艦として保存                                                               |
| DD-790                 | シェルトン USS Shelton                                    | 1946年                     |                            | Mk.IA                      | 1973年                     | 台湾海軍                                                                       | DD-920 DD-20                                                                   | 萊陽 ROCS Lao Yang                                                             | 1973年 4月18日                                                                 | 1999年 3月15日                                                                 | 海没処分 澎湖外海                                                              |
| DD-791                 | シーマン USS Seaman                                       | 建造中止                   | 建造中止                   | 建造中止                   | 建造中止                   | 建造中止                                                                       | 建造中止                                                                       | 建造中止                                                                       | 建造中止                                                                       | 建造中止                                                                       | 建造中止                                                                       |
| DD-805                 | シャヴァリア USS Chevalier                                | 1945年                     | ○                          | Mk.II                      | 1972年                     | 大韓民国海軍                                                                   | DD-915 DD-95                                                                   | 忠北 ROK Chungbuk                                                              | 1972年 7月5日                                                                  | 2000年 12月                                                                    | 解体                                                                           |
| DD-806 DDR-806         | ヒグビー USS Higbee                                       | 1945年                     | ○                          | Mk.IB                      | 1979年                     | 実艦標的として海没処分                                                         | 実艦標的として海没処分                                                         | 実艦標的として海没処分                                                         | 実艦標的として海没処分                                                         | 実艦標的として海没処分                                                         | 実艦標的として海没処分                                                         |
| DD-807                 | ベンナー USS Benner                                       | 1945年                     | ○                          | Mk.II                      | 1970年                     | スクラップとして売却処分                                                       | スクラップとして売却処分                                                       | スクラップとして売却処分                                                       | スクラップとして売却処分                                                       | スクラップとして売却処分                                                       | スクラップとして売却処分                                                       |
| DD-808                 | デニス・J・バックリー USS Dennis J. Buckley               | 1945年                     | ○                          | Mk.IB                      | 1973年                     | スクラップとして売却処分                                                       | スクラップとして売却処分                                                       | スクラップとして売却処分                                                       | スクラップとして売却処分                                                       | スクラップとして売却処分                                                       | スクラップとして売却処分                                                       |
| DD-815                 | チャールズ・H・ローン USS Charles H. Roan                 | 建造中止                   | 建造中止                   | 建造中止                   | 建造中止                   | 建造中止                                                                       | 建造中止                                                                       | 建造中止                                                                       | 建造中止                                                                       | 建造中止                                                                       | 建造中止                                                                       |
| DD-816                 | ティンマーマン USS Timmerman                              | 建造中止                   | 建造中止                   | 建造中止                   | 建造中止                   | 建造中止                                                                       | 建造中止                                                                       | 建造中止                                                                       | 建造中止                                                                       | 建造中止                                                                       | 建造中止                                                                       |
| DD-817                 | コリー USS Corry                                          | 1946年                     |                            | Mk.IB                      | 1981年                     | ギリシャ海軍                                                                   | D-217                                                                          | クレエジス ΒΠ Κριεζής                                                          | 1981年 7月8日                                                                  | 1994年                                                                         | 解体                                                                           |
| DD-818 DDE-818         | ニュー USS New                                            | 1946年                     |                            | Mk.IB                      | 1976年                     | 大韓民国海軍                                                                   | DD-919 DD-99                                                                   | 大田 ROKS Taejon                                                               | 1977年 2月23日                                                                 | 2001年 2月                                                                     | 解体                                                                           |
| DD-819 DDE-819         | ホルダー USS Holder                                       | 1946年                     |                            | Mk.IB                      | 1976年                     | エクアドル海軍                                                                 | DD-01                                                                          | プレジデンテ・エルロイ・アルファロ BAE Presidente Eloy Alfaro                  | 1977年 2月23日                                                                 | 1991年                                                                         | 解体                                                                           |
| DD-820 DDE-820         | リッチ USS Rich                                           | 1946年                     |                            | Mk.IB                      | 1977年                     | スクラップとして売却処分                                                       | スクラップとして売却処分                                                       | スクラップとして売却処分                                                       | スクラップとして売却処分                                                       | スクラップとして売却処分                                                       | スクラップとして売却処分                                                       |
| DD-821                 | ジョンストン USS Johnston                                 | 1946年                     |                            | Mk.IB                      | 1981年                     | 台湾海軍                                                                       | DDG-928 DD-28                                                                  | 正陽 ROCS Chen Yang                                                            | 1981年 2月27日                                                                 | 2003年 12月16日                                                                | 解体 実艦標的として海没処分 花蓮外海                                           |
| DD-822                 | ロバート・H・マッコード USS Robert H. McCard              | 1946年                     |                            | Mk.IB                      | 1980年                     | トルコ海軍                                                                     | D-349                                                                          | クルチ・アリ・パシャ TCG Kılıç ali paşa                                        | 1980年 6月5日                                                                  | 1998年                                                                         | 解体 実艦標的として海没処分 花蓮外海                                           |
| DD-823                 | サミュエル・B・ロバーツ USS Samuel B. Roberts             | 1946年                     |                            | Mk.IB                      | 1970年                     | 実艦標的として海没処分                                                         | 実艦標的として海没処分                                                         | 実艦標的として海没処分                                                         | 実艦標的として海没処分                                                         | 実艦標的として海没処分                                                         | 実艦標的として海没処分                                                         |
| DD-824 DDE-824         | バジロン USS Basilone)                                    | 1949年                     |                            | Mk.IB                      | 1977年                     | 実艦標的として海没処分                                                         | 実艦標的として海没処分                                                         | 実艦標的として海没処分                                                         | 実艦標的として海没処分                                                         | 実艦標的として海没処分                                                         | 実艦標的として海没処分                                                         |
| DD-825 DDK-825 DDE-825 | カーペンター USS Carpenter                                | 1949年                     |                            | Mk.IB                      | 1981年                     | トルコ海軍                                                                     | D-347                                                                          | アニテペ TCG Anittepe                                                          | 1981年 2月20日                                                                 | 1997年 11月                                                                    | 解体                                                                           |
| DD-826                 | アガーホルム USS Agerholm                                 | 1946年                     |                            | Mk.IA                      | 1978年                     | 実艦標的として海没処分                                                         | 実艦標的として海没処分                                                         | 実艦標的として海没処分                                                         | 実艦標的として海没処分                                                         | 実艦標的として海没処分                                                         | 実艦標的として海没処分                                                         |
| DD-827 DDK-827 DDE-827 | ロバート・A・オーウェンス USS Robert A. Owens             | 1949年                     |                            | Mk.IB                      | 1982年                     | トルコ海軍                                                                     | D-346                                                                          | アリシテペ TCG Alcitepe                                                        | 1982年 2月16日                                                                 | 1999年                                                                         | 解体                                                                           |
| DD-828                 | ティンマーマン USS Timmerman                              | 1952年                     |                            |                            | 1956年                     | スクラップとして売却処分                                                       | スクラップとして売却処分                                                       | スクラップとして売却処分                                                       | スクラップとして売却処分                                                       | スクラップとして売却処分                                                       | スクラップとして売却処分                                                       |
| DD-829 / DDR-829       | マイルズ・C・フォックス USS Myles C. Fox                  | 1945年                     | ○                          | Mk.IB                      | 1979年                     | ギリシャ海軍                                                                   |                                                                                |                                                                                | 1970年 10月1日                                                                 | 2003年                                                                         | 部品供給艦として利用の後解体                                                   |
| DD-830                 | エヴァレット・F・ラーソン USS Everett F. Larson           | 1945年                     | ○                          | Mk.II                      | 1972年                     | 大韓民国海軍                                                                   | DD-916 DD-96                                                                   | 全北 ROKS Jeong Buk                                                            | 1972年 10月30日                                                                | 1999年 12月                                                                    | 記念艦として保存                                                               |
| DD-831 DDR-831         | グッドリッチ USS Goodrich                                 | 1945年                     | ○                          | Mk.II                      | 1969年                     | スクラップとして売却処分                                                       | スクラップとして売却処分                                                       | スクラップとして売却処分                                                       | スクラップとして売却処分                                                       | スクラップとして売却処分                                                       | スクラップとして売却処分                                                       |
| DD-832 DDR-832         | ハンソン USS Hanson                                       | 1945年                     | ○                          | Mk.IB                      | 1973年                     | 台湾海軍                                                                       | DDG-921 DD-21                                                                  | 遼陽 ROCS Liao Yang                                                            | 1973年 4月18日                                                                 | 2004年 6月1日                                                                  | 解体 艦体海没処分                                                              |
| DD-833                 | ハーバート・J・トーマス USS Herbert J. Thomas             | 1945年                     | ○                          | Mk.IB                      | 1970年                     | 台湾海軍                                                                       | DD-915 DD-15                                                                   | 漢陽 ROCS Han Yang                                                             | 1974年 6月16日                                                                 | 1999年 8月16日                                                                 | 海没処分 苗栗外海                                                              |
| DD-834                 | ターナー USS Turner                                       | 1945年                     | ○                          | Mk.II                      | 1969年                     | スクラップとして売却処分                                                       | スクラップとして売却処分                                                       | スクラップとして売却処分                                                       | スクラップとして売却処分                                                       | スクラップとして売却処分                                                       | スクラップとして売却処分                                                       |
| DD-835 DDR-835         | チャールズ・P・セシル USS Charles P. Cecil                | 1945年                     | ○                          | Mk.IB                      | 1979年                     | ギリシャ海軍                                                                   | D-216                                                                          | アポストリス ΒΠ Αποστόλης                                                      | 1980年 8月8日                                                                  | 1993年                                                                         | 解体                                                                           |
| DD-836                 | ジョージ・K・マッケンジー USS George K. Mackenzie         | 1945年                     | ○                          | Mk.IB                      | 1976年                     | 実艦標的として海没処分                                                         | 実艦標的として海没処分                                                         | 実艦標的として海没処分                                                         | 実艦標的として海没処分                                                         | 実艦標的として海没処分                                                         | 実艦標的として海没処分                                                         |
| DD-837                 | サースフィールド USS Sarsfield                            | 1945年                     |                            | Mk.IB                      | 1977年                     | 台湾海軍                                                                       | DDG-925 DD-25                                                                  | 徳陽 ROCS Te Yang                                                              | 1977年 10月1日                                                                 | 2005年 4月1日                                                                  | 記念艦として保存（台南市安平区）                                               |
| DD-838                 | アーネスト・G・スモール USS Ernest G. Small               | 1945年                     |                            | Mk.II                      | 1970年                     | 台湾海軍                                                                       | DD-907 DD-7                                                                    | 富陽 ROCS Fu Yang                                                              | 1971年 4月13日                                                                 | 1999年 12月                                                                    | 実艦標的として海没処分（屏東市沖）                                             |
| DD-839                 | パワー USS Power                                          | 1945年                     |                            | Mk.IB                      | 1977年                     | 台湾海軍                                                                       | DDG-923 DD-23                                                                  | 瀋陽 ROCS Shen Yang                                                            | 1977年 10月1日                                                                 | 2005年 11月26日                                                                | 記念艦として保存 台灣高雄旗津出展                                              |
| DD-840                 | グレノン USS Glennon                                      | 1945年                     |                            | Mk.IB                      | 1976年                     | 実艦標的として海没処分                                                         | 実艦標的として海没処分                                                         | 実艦標的として海没処分                                                         | 実艦標的として海没処分                                                         | 実艦標的として海没処分                                                         | 実艦標的として海没処分                                                         |
| DD-841                 | ノア USS Noa                                              | 1945年                     |                            | Mk.IA                      | 1973年                     | スペイン海軍                                                                   | D-65                                                                           | ブラス・デ・レッソ SPS Blas de Lezo                                            | 1973年 8月31日                                                                 | 1991年                                                                         | 解体                                                                           |
| DD-842                 | フィスク USS Fiske                                        | 1945年                     |                            | Mk.IB                      | 1987年                     | トルコ海軍                                                                     | D-350                                                                          | ピヤーレ・パシャ TCG Piyale Paşa                                               | 1980年 6月5日                                                                  | 1999年                                                                         | 解体                                                                           |
| DD-843                 | ワーリントン USS Warrington                               | 1945年                     |                            | Mk.IB                      | 1972年                     | 台湾海軍                                                                       |                                                                                |                                                                                | 1973年 4月24日                                                                 |                                                                                | 部品供給艦として利用の後解体                                                   |
| DD-844                 | ペリー USS Perry                                          | 1946年                     |                            | Mk.IA                      | 1973年                     | スクラップとして売却処分                                                       | スクラップとして売却処分                                                       | スクラップとして売却処分                                                       | スクラップとして売却処分                                                       | スクラップとして売却処分                                                       | スクラップとして売却処分                                                       |
| DD-845                 | バウセル USS Bausell                                      | 1946年                     |                            | Mk.IA                      | 1978年                     | 実艦標的として海没処分                                                         | 実艦標的として海没処分                                                         | 実艦標的として海没処分                                                         | 実艦標的として海没処分                                                         | 実艦標的として海没処分                                                         | 実艦標的として海没処分                                                         |
| DD-846                 | オズボーン USS Ozbourn                                    | 1946年                     |                            | Mk.IB                      | 1975年                     | スクラップとして売却処分                                                       | スクラップとして売却処分                                                       | スクラップとして売却処分                                                       | スクラップとして売却処分                                                       | スクラップとして売却処分                                                       | スクラップとして売却処分                                                       |
| DD-847 DDE-847         | ロバート・L・ウィルソン USS Robert L. Wilson              | 1946年                     |                            | Mk.IB                      | 1974年                     | 実艦標的として海没処分                                                         | 実艦標的として海没処分                                                         | 実艦標的として海没処分                                                         | 実艦標的として海没処分                                                         | 実艦標的として海没処分                                                         | 実艦標的として海没処分                                                         |
| DD-848 DDE-848         | ウィテク USS Witek                                        | 1946年                     |                            |                            | 1968年                     | 実艦標的として海没処分                                                         | 実艦標的として海没処分                                                         | 実艦標的として海没処分                                                         | 実艦標的として海没処分                                                         | 実艦標的として海没処分                                                         | 実艦標的として海没処分                                                         |
| DD-849                 | リチャード・E・クラウス USS Richard E. Kraus              | 1946年                     |                            | Mk.IB                      | 1976年                     | 大韓民国海軍                                                                   | DD-921                                                                         | 光州 ROKS Kwang Ju                                                             | 1977年 2月23日                                                                 | 2000年 12月29日                                                                | 解体                                                                           |
| DD-850                 | ジョセフ・P・ケネディ・ジュニア USS Joseph P. Kennedy Jr. | 1945年                     |                            | Mk.IB                      | 1973年                     | マサチューセッツ州フォール・リバーのバトルシップ・コーヴにて、記念艦として保存 | マサチューセッツ州フォール・リバーのバトルシップ・コーヴにて、記念艦として保存 | マサチューセッツ州フォール・リバーのバトルシップ・コーヴにて、記念艦として保存 | マサチューセッツ州フォール・リバーのバトルシップ・コーヴにて、記念艦として保存 | マサチューセッツ州フォール・リバーのバトルシップ・コーヴにて、記念艦として保存 | マサチューセッツ州フォール・リバーのバトルシップ・コーヴにて、記念艦として保存 |
| DD-851                 | ラパータス USS Rupertus                                   | 1946年                     |                            | Mk.IB                      | 1973年                     | ギリシャ海軍                                                                   | D-213                                                                          | コントゥオリオティス ΒΠ Κουντουριώτης                                          | 1973年 7月10日                                                                 | 1994年                                                                         | 解体                                                                           |
| DD-852                 | レオナード・F・メイソン USS Leonard F. Mason              | 1946年                     |                            | Mk.IB                      | 1976年                     | 台湾海軍                                                                       | DD-926 DD-26                                                                   | 綏陽 ROCS Shuei Yang                                                           | 1978年 3月10日                                                                 | 2000年 2月16日                                                                 | 海没処分 台東外海                                                              |
| DD-853                 | チャールズ・H・ローン USS Charles H. Roan                 | 1946年                     |                            | Mk.IB                      | 1973年                     | トルコ海軍                                                                     | D-351                                                                          | マレシャル・フェヴズィ・チャクマク TCG Mareşal Fevzi Çakmak                    | 1973年 9月21日                                                                 | 1995年 4月                                                                     | 解体                                                                           |
| DD-858 DDE-858         | フレッド・T・ベリー USS Fred T. Berry                     | 1945年                     |                            | Mk.II                      | 1970年                     | 人工礁として海没処分                                                           | 人工礁として海没処分                                                           | 人工礁として海没処分                                                           | 人工礁として海没処分                                                           | 人工礁として海没処分                                                           | 人工礁として海没処分                                                           |
| DD-859 DDE-859         | ノリス USS Norris                                         | 1945年                     | 1970年                     | Mk.II                      | トルコ海軍                 | D-354                                                                          | コカテペ TCG Kocatepe                                                          | 1974年 7月1日                                                                  | 1994年 6月                                                                     | 解体                                                                           |                                                                                |
| DD-860 DDE-860         | マカフェリー USS McCaffery                                | 1945年                     | 1973年                     | Mk.II                      | スクラップとして売却処分   | スクラップとして売却処分                                                       | スクラップとして売却処分                                                       | スクラップとして売却処分                                                       | スクラップとして売却処分                                                       | スクラップとして売却処分                                                       |                                                                                |
| DD-861 DDE-861         | ハーウッド USS Harwood                                    | 1945年                     | 1971年                     | Mk.II                      | トルコ海軍                 | D-354                                                                          | コカテペ TCG Kocatepe                                                          | 1971年 11月17日                                                                | 1974年 7月22日                                                                 | キプロス侵攻作戦において、友軍機の誤爆により撃沈。                             |                                                                                |
| DD-862                 | ヴォーゲルゲサング USS Vogelgesang                        | 1945年                     |                            | Mk.IB                      | 1982年                     | メキシコ海軍                                                                   | D-101                                                                          | ケツァルコアトル ARM Quetzalcoatl                                              | 1982年 2月24日                                                                 | 2002年                                                                         | 海没処分                                                                       |
| DD-863 DDR-863         | スタイネーカー USS Steinaker                              | 1945年                     |                            | Mk.IB                      | 1982年                     | メキシコ海軍                                                                   | D-102                                                                          | ネツァルコヨトル ARM Netzahualcoyotl                                           | 1982年 2月24日                                                                 | 2014年                                                                         |                                                                                |
| DD-864                 | ハロルド・J・エリソン USS Harold J. Ellison               | 1945年                     |                            | Mk.IB                      | 1983年                     | パキスタン海軍                                                                 | D-170                                                                          | シャージャハーン PNS Shah Jahan                                                | 1983年 10月1日                                                                 | 1994年                                                                         | 実艦標的として海没処分                                                         |
| DD-865                 | チャールズ・R・ウェア USS Charles R. Ware                 | 1945年                     |                            | Mk.IB                      | 1974年                     | 実艦標的として海没処分                                                         | 実艦標的として海没処分                                                         | 実艦標的として海没処分                                                         | 実艦標的として海没処分                                                         | 実艦標的として海没処分                                                         | 実艦標的として海没処分                                                         |
| DD-866                 | コーン USS Cone                                           | 1945年                     |                            | Mk.IB                      | 1982年                     | パキスタン海軍                                                                 | D-169                                                                          | アーラムギール PNS Alamgir                                                     | 1982年 10月1日                                                                 | 1998年 12月4日                                                                 | 解体                                                                           |
| DD-867                 | ストライブリング USS Stribling                            | 1945年                     |                            | Mk.IB                      | 1976年                     | 実艦標的として海没処分                                                         | 実艦標的として海没処分                                                         | 実艦標的として海没処分                                                         | 実艦標的として海没処分                                                         | 実艦標的として海没処分                                                         | 実艦標的として海没処分                                                         |
| DD-868                 | ブラウンソン USS Brownson                                 | 1945年                     |                            | Mk.IA                      | 1976年                     | スクラップとして売却処分                                                       | スクラップとして売却処分                                                       | スクラップとして売却処分                                                       | スクラップとして売却処分                                                       | スクラップとして売却処分                                                       | スクラップとして売却処分                                                       |
| DD-869                 | アーノルド・J・イズベル USS Arnold J. Isbell              | 1946年                     |                            | Mk.IB                      | 1974年                     | ギリシャ海軍                                                                   | D-21                                                                           | サクトゥリウス ΒΠ Σαχτούρης                                                    | 1974年 2月1日                                                                  | 1993年                                                                         | 解体                                                                           |
| DD-870                 | フェクテラー USS Fechteler                                | 1946年                     |                            | Mk.IB                      | 1970年                     | スクラップとして売却処分                                                       | スクラップとして売却処分                                                       | スクラップとして売却処分                                                       | スクラップとして売却処分                                                       | スクラップとして売却処分                                                       | スクラップとして売却処分                                                       |
| DD-871                 | ダメイト USS Damato                                       | 1946年                     |                            | Mk.IB                      | 1980年                     | パキスタン海軍                                                                 | D-168                                                                          | ティップスルタン PNS Tippu Sultan                                              | 1980年 10月1日                                                                 | 1994年                                                                         | 解体                                                                           |
| DD-872                 | フォレスト・ロイヤル USS Forrest Royal                    | 1946年                     |                            | Mk.IB                      | 1971年                     | トルコ海軍                                                                     | D-353                                                                          | アダテペ TCG Adatepe                                                           | 1971年 3月27日                                                                 | 1993年                                                                         | 解体                                                                           |
| DD-873                 | ホーキンス USS Hawkins                                    | 1945年                     | ○                          | Mk.IB                      | 1979年                     | 台湾海軍                                                                       | DD-930 DD-30                                                                   | 資陽 ROCS Tze Yang                                                             | 1983年 3月17日                                                                 | 1990年                                                                         | 解体（艦橋部の一部は海軍軍官学校に展示）                                       |
| DD-874 DDR-874         | ダンカン USS Duncan                                       | 1945年                     | ○                          | Mk.II                      | 1971年                     | 実艦標的として海没処分                                                         | 実艦標的として海没処分                                                         | 実艦標的として海没処分                                                         | 実艦標的として海没処分                                                         | 実艦標的として海没処分                                                         | 実艦標的として海没処分                                                         |
| DD-875                 | ヘンリー・W・タッカー USS Henry W. Tucker                 | 1945年                     | ○                          | Mk.IB                      | 1973年                     | ブラジル海軍                                                                   | D-25                                                                           | マルシリオ・ジアス Marcilio Dias                                               | 1973年 12月3日                                                                 | 1992年                                                                         | 実艦標的として海没処分                                                         |
| DD-876                 | ロジャース USS Rogers                                     | 1945年                     | ○                          | Mk.IB                      | 1980年                     | 大韓民国海軍                                                                   | DD-925                                                                         | 全州 ROK Chonju                                                                | 1981年 8月11日                                                                 | 1999年 12月31日                                                                | 記念艦として保存                                                               |
| DD-877 DDR–877         | パーキンス USS Perkins                                    | 1945年                     | ○                          | Mk.II                      | 1973年                     | アルゼンチン海軍                                                               | D-27                                                                           | コンドロ・ペイ ARA Comodoro Py                                                 | 1973年 1月15日                                                                 | 1984年                                                                         | 実艦標的として海没処分                                                         |
| DD-878                 | ヴェソール USS Vesole                                     | 1945年                     | ○                          | Mk.IB                      | 1976年                     | 実艦標的として海没処分                                                         | 実艦標的として海没処分                                                         | 実艦標的として海没処分                                                         | 実艦標的として海没処分                                                         | 実艦標的として海没処分                                                         | 実艦標的として海没処分                                                         |
| DD-879                 | リアリー USS Leary                                        | 1945年                     | ○                          | Mk.IB                      | 1973年                     | スペイン海軍                                                                   | D-64                                                                           | ランガラ SPS Langara                                                           | 1978年 5月17日                                                                 | 1992年                                                                         | 解体                                                                           |
| DD-880 DDR-880         | ダイス USS Dyess                                          | 1945年                     | ○                          | Mk.IB                      | 1981年                     | ギリシャ海軍                                                                   |                                                                                |                                                                                | 1981年 7月8日                                                                  | 2003年                                                                         | 部品供給艦として利用の後解体                                                   |
| DD-881                 | ボーデロン USS Bordelon                                   | 1945年                     | ○                          | Mk.IB                      | 1977年                     | イラン海軍                                                                     |                                                                                |                                                                                | 1977年 2月1日                                                                  |                                                                                | 部品供給艦として利用                                                           |
| DD-882 DDR-882         | ファース USS Furse                                        | 1945年                     | ○                          | Mk.IB                      | 1972年                     | スペイン海軍                                                                   | D-62                                                                           | ガラヴィナ SPS Gravina                                                         | 1972年 6月13日                                                                 | 1991年 9月30日                                                                 | 解体                                                                           |
| DD-883                 | ニューマン・K・ペリー USS Newman K. Perry                 | 1945年                     | ○                          | Mk.IB                      | 1981年                     | 大韓民国海軍                                                                   | DD-923                                                                         | 京畿 ROK Kyonggi                                                               | 1981年 2月27日                                                                 | 1997年                                                                         | 解体                                                                           |
| DD-884                 | フロイド・B・パークス USS Floyd B. Parks                  | 1945年                     |                            | Mk.IB                      | 1973年                     | スクラップとして売却処分                                                       | スクラップとして売却処分                                                       | スクラップとして売却処分                                                       | スクラップとして売却処分                                                       | スクラップとして売却処分                                                       | スクラップとして売却処分                                                       |
| DD-885                 | ジョン・R・クレイグ USS John R. Craig                     | 1945年                     |                            | Mk.IB                      | 1979年                     | 実艦標的として海没処分                                                         | 実艦標的として海没処分                                                         | 実艦標的として海没処分                                                         | 実艦標的として海没処分                                                         | 実艦標的として海没処分                                                         | 実艦標的として海没処分                                                         |
| DD-886                 | オーレック USS Orleck                                     | 1945年                     |                            | Mk.IB                      | 1982年                     | トルコ海軍                                                                     | D-345                                                                          | ユセテペ TCG Yucetepe                                                          | 1982年 10月1日                                                                 | 2000年 8月12日                                                                 | 返還                                                                           |
| DD-887                 | ブリンクリー・バス USS Brinkley Bass                      | 1945年                     |                            | Mk.IB                      | 1973年                     | ブラジル海軍                                                                   | D-26                                                                           | マリース・エ・バッホス Mariz e Barros                                          | 1973年 12月3日                                                                 | 1997年 9月1日                                                                  | 実艦標的として海没処分                                                         |
| DD-888 DDR-888         | スティッケル USS Stickell                                 | 1945年                     |                            | Mk.IB                      | 1972年                     | ギリシャ海軍                                                                   | D-212                                                                          | カナリス ΒΠ Κανάρης                                                            | 1972年 7月1日                                                                  | 1993年 9月15日                                                                 | 解体                                                                           |
| DD-889                 | オヘア USS O'Hare                                         | 1945年                     |                            | Mk.IB                      | 1973年                     | スペイン海軍                                                                   | D-63                                                                           | メンデス・ヌウェニス SPS Mendez Nunez                                          | 1973年 8月31日                                                                 | 1992年 4月3日                                                                  | 解体                                                                           |
| DD-890                 | メレディス USS Meredith                                   | 1945年                     |                            | Mk.IA                      | 1979年                     | トルコ海軍                                                                     | D-348                                                                          | サヴァステペ TCG Savaştepe                                                     | 1979年 6月29日                                                                 | 1995年                                                                         | 解体                                                                           |

### アメリカ国外での配備
1970年代に入ると、より洗練された対潜能力を有するノックス級フリゲートやスプルーアンス級駆逐艦の建造配備が始まったことにより、相対的旧式化が明確化したギアリング級駆逐艦は米海軍からの退役が進められ、多くの艦が冷戦下の西側諸国に供与・売却された。
- アルゼンチン海軍 - 1隻（FRAM-II）
- イラン海軍 - 2隻（FRAM-IとFRAM-IIが1隻ずつ、部品取りにのみ使用）
- エクアドル海軍 - 1隻（FRAM-I）
- ギリシャ海軍 - 7隻（FRAM-1×6隻、FRAM-II×1隻。更に2隻を部品取り用に導入）
- スペイン海軍 - 5隻（FRAM-Iのみ。チュルカ級駆逐艦（スペイン語版）の名称で運用）
- トルコ海軍 - 12隻（FRAM-I×9隻、FRAM-II×3隻。更に1隻を部品取り用に導入）
- パキスタン海軍 - 6隻（FRAM-Iのみ）
- ブラジル海軍 - 2隻（FRAM-Iのみ）
- メキシコ海軍 - 2隻（FRAM-Iのみ）
- 中華民国海軍 - 14隻（FRAM-I×12隻、FRAM-II×2隻、更に2隻を部品取り用に導入）
- 大韓民国海軍 - 7隻（FRAM-I×5隻、FRAM-II×2隻）

外国に供与売却されたギアリング級駆逐艦も、1990年代に入ると冷戦終結による軍縮や船体の老朽化の進行に伴い逐次退役が進められていき、最後まで残っていたメキシコ海軍の「ネツァルコヨトル」も2014年に退役している。

#### 各国での改装
ギアリング級駆逐艦をアメリカ海軍から引き渡された各国とも、程度の差はあれど何らかの改装を行っている。主な改装は以下の通り。
- DASH設備を転用しAB-212やアルエットIII、MD-500、ウェストランド ワスプなどのヘリコプターを搭載、運用。
- ハープーン対艦ミサイルの搭載（ギリシャ、トルコ、韓国、パキスタン）
- エグゾセ艦対艦ミサイルの搭載（アルゼンチン）
- ボフォース70口径57mm単装速射砲Mk 2の搭載（メキシコ）
- オート・メラーラ62口径76mm単装速射砲の搭載（ギリシャ）
- 35mm連装機関砲の搭載（トルコ）
- シー・ヴァルカン20mm機関砲、60口径40mm連装機関砲の搭載（韓国）
- Mk15 20mmファランクスCIWSの搭載（パキスタン）

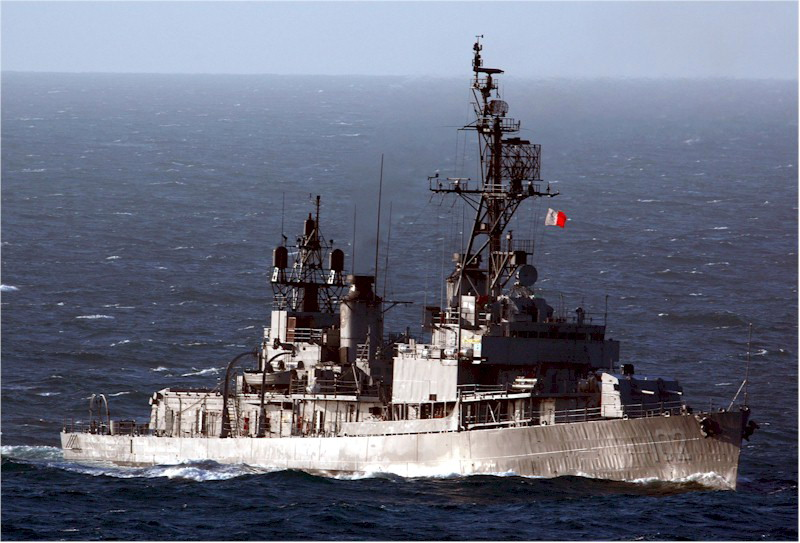
メキシコ海軍のD-102 ネツァルコヨトル（旧DD-863 スタイネーター）2005年6月21日撮影。 艦橋前甲板（元々は2番砲塔があった場所）にボフォース70口径57mm単装速射砲Mk 2を追加装備したが、現在では撤去されているためFRAM-I改装後と全く変わらない外見に戻っている。
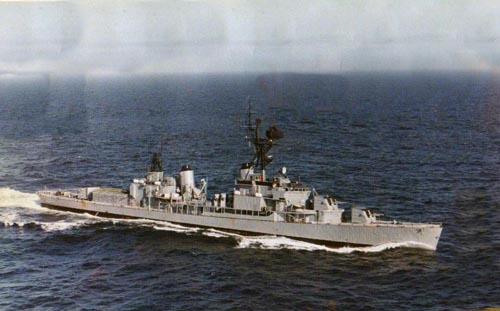
アルゼンチン海軍のD-27 コンドロ・ペイ（旧DD-877 パーキンス）1978年撮影 アルゼンチンは1976年に、同艦の前後の煙突の間にMM38 エグゾセSSMの単装発射筒4基を追加装備した。

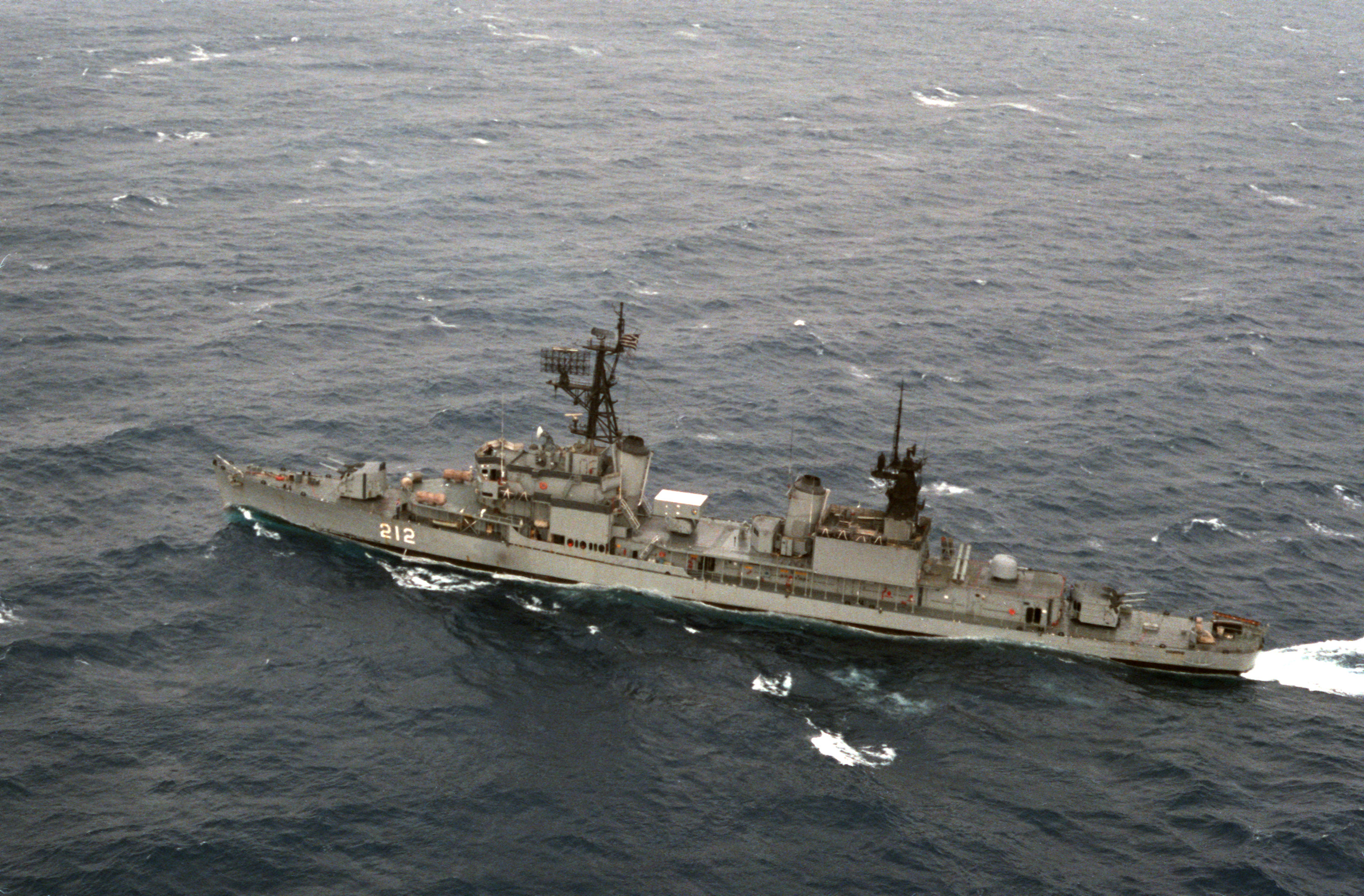
ギリシャ海軍のD-212 カナリス（旧DD-888 スティッケル）1988年撮影 後部のQH-50 DASH用発着甲板を潰して確保したスペースに、オート・メラーラ 76 mm 砲1基とハープーンSSMの2連装ランチャー2基を装備している。
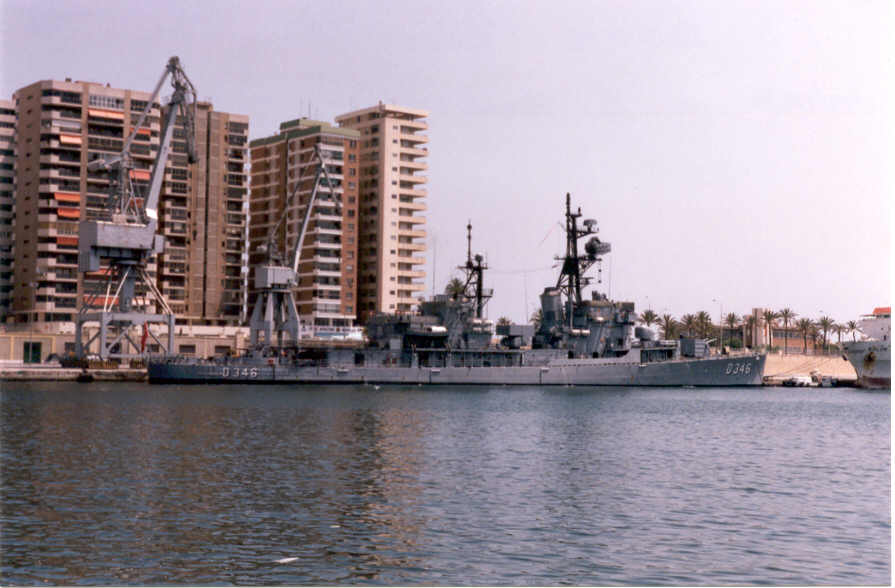
トルコ海軍のD-346 アリシテペ（旧DD-827 ロバート・A・オーウェンス） 本来のギアリング級駆逐艦では2番砲塔と3番砲塔がある場所に、35mm連装機関砲を装備している。

#### 台湾

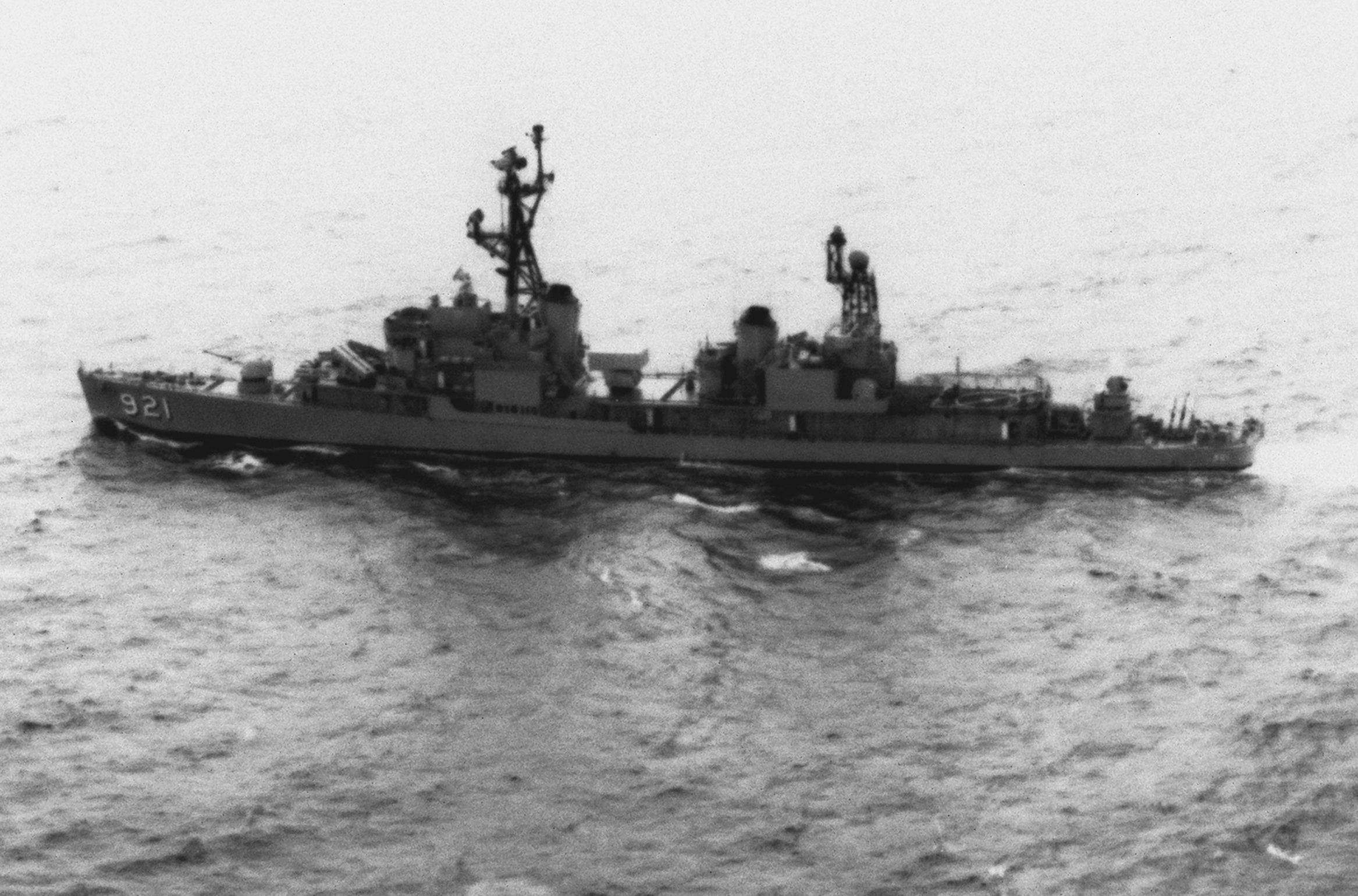
中華民国海軍のDDG-921 遼陽（旧DD-832 ハンソン）1993年撮影。
武進3号改装を受けており、兵装が大きく変化している。

1971年から1983年にかけて台湾海軍には、FRAM-I改装型12隻と、FRAM-II改装型2隻の計14隻が引き渡されたほか、部品取り専用に2隻が追加で引き渡されている。
台湾海軍引渡後、これらの艦に「武進1号」「武進2号」「武進3号」と呼ばれる大規模な近代化改装を行っている。
中でも「武進3号」と呼ばれる近代改装は改装規模が最も大きく、SM-1MR艦対空ミサイルの運用能力が付与され、台湾海軍における艦艇区分もDDからDDGに変更された。武進3号改装による変更点は以下の通り。
- 前部1番砲塔をオート・メラーラ 76 mm 砲に換装。
- 艦橋前（元々は2番砲塔があった場所）にSM-1MR SAMの2連装発射筒2基を装備。
- 後部5インチ連装砲塔を撤去し、そこにSM-1MR SAMの3連装発射筒2基とファランクスCIWSを装備。
- 後部煙突の両脇に、ボフォース 350PX L-70 40mm単装機関砲を1基ずつ装備。
- 後部煙突直前（ASROC発射機の後方）に、雄風II型SSMの4連装発射筒を装備。
- 艦橋上の砲FCSを、SM-1MR SAMの射撃指揮能力も有するSTIR-180に換装。
- マスト上の二次元対空レーダーを、DA-08に換装
- 格納庫上部に、ボフォース40mm機関砲用の射撃管制レーダー、ウェスティングハウスW-160[7]を搭載。

しかし艦齢が50年を越え老朽化著しく徐々に退役が進み、2005年11月26日に最後まで残っていたDDG-923瀋陽が退役した。なお、「武進3号」改装艦搭載の各種兵装等は他の艦艇に移設され、SM-1MR艦対空ミサイル発射筒、STIR-180火器管制レーダー、DA-08対空捜索用レーダーは済陽級フリゲート（ノックス級フリゲート）に、W-160火器管制レーダー、雄風II型艦対艦ミサイル発射筒、76mm単装砲は錦江級ミサイル艇に搭載されている。
| 装備         | 武進1号 | 武進2号 | 武進3号 |
| ------------ | --- | --- | --- |
| 砲熕兵装     | Mk 38 38口径5インチ連装砲×2基 | Mk 38 38口径5インチ連装砲×2基 | － |
| 砲熕兵装     | Mk75 62口径76mm単装砲×1基 | | |
| 砲熕兵装     | ボフォース 350PX L-70 40mm単装機関砲×2基 | － | ボフォース 350PX L-70 40mm単装機関砲×2基 |
| 砲熕兵装     | － | － | Mk15 20mmファランクスCIWS×1基 |
| ミサイル     | RIM-72C シーチャパラルSAM 4連装発射機×1基 | RIM-72C シーチャパラルSAM 4連装発射機×1基 | SM-1MRSAM 3連装発射筒×2基、連装発射筒×2基 （合計10発のSM-1MRを搭載） |
| ミサイル     | 雄風I型SSM 単装発射筒×2基、3連装発射筒×1基 | 雄風I型SSM 単装発射筒×2基、3連装発射筒×1基 | 雄風II型SSM 4連装発射筒×1基 |
| 対潜兵装     | － | － | アスロックSUM 8連装発射機×1基 |
| 対潜兵装     | Mk32 3連装発射管×2基(Mk46対潜魚雷) | | |
| 艦載機       | － | － | MD-500対潜ヘリコプター×1機 |
| 改装適用艦艇 | ギアリング級 - DD-907 富陽 （旧DD-838 アーネスト・G・スモール） - DD-926 綏陽 （旧DD-852 レオナード・F・メイソン） アレン・M・サムナー級 - DD-906 惠陽 （旧DD-696 イングリッシュ） - DD-914 洛陽 （旧DD-746 タウシッグ） - DD-917 南陽 （旧DD-760 ジョン・W・トマソン） フレッチャー級 （主砲はMk 30 38口径5インチ単装砲×2基となる） - DD-908 貴陽 （旧DD-540 トワイニング） - DD-909 慶陽 （旧DD-528 ムラニー） - DD-918 安陽 （旧DD-521 キンバリー） - DD-919 昆陽 （旧DD-541 ヤーナル） | - DD-911 當陽 （旧DD-764 ロイド・トーマス） - DD-915 漢陽 （旧DD-833 ハーバート・J・トーマス） - DD-920 萊陽 （旧DD-790 シェルトン） - DD-924 開陽 （旧DD-786 リチャード・B・アンダーソン） | - DDG-912 建陽 （旧DD-787 ジェームズ・E・キイス） - DDG-921 遼陽 （旧DD-832 ハンソン） - DDG-923 瀋陽 （旧DD-839 パワー） - DDG-925 德陽 （旧DD-837 サースフィールド） - DDG-927 雲陽 （旧DD-781 ハムナー） - DDG-928 正陽 （旧DD-821 ジョンストン） - DDG-929 邵陽 （旧DD-788 ホリスター） |

## 登場作品

### 映画
『レイズ・ザ・タイタニック』
FRAM Mk.I改修後の「カーペンター」が登場。極秘で行われる「タイタニック号」引き揚げ作戦に参加しており、他の参加艦艇を護衛する。
撮影には、アメリカ海軍の全面協力で実物が使用されているほか、一部のシーンではミニチュアも使われている。